# Aoi no Ue (vở kịch)
Aoi no Ue (葵上 (Quỳ Thượng) "Nàng Aoi" hay "Công nương Hoa Quỳ") là một vở kịch Nō ra đời vào khoảng thời kỳ Muromachi của Nhật Bản, dựa trên nhân vật Nàng Aoi trong tiểu thuyết Truyện kể Genji ra đời vào thời kỳ Heian. Đây là một ví dụ về thể loại kịch Nō thứ tư - kiểu "hỗn hợp". Aoi no Ue là vở kịch đầu tiên trong số rất nhiều vở kịch Nō được sáng tạo dựa trên Truyện kể Genji. Vở kịch này đôi khi được cho là do Zeami Motokiyo biên soạn; phiên bản còn lại của phần lời thoại có thể là một bản có chỉnh lý từ một phiên bản của một tác giả đương đại, Inuō.

## Vở kịch
Trong phần hậu truyện trước đó, Hoàng tử Genji, người đã kết hôn với vợ là Phu nhân - Nàng Aoi ở độ tuổi còn trẻ, đã lấy một phụ nữ, Nàng Rokujo. Nàng Rokujo đã kết hôn với đông cung thái tử, và đã được chắc chắn trở thành hoàng hậu. Cái chết của chồng cướp đi cơ hội trở thành hoàng hậu của cô và khiến cô mất đi quyền lực. Tiếp diễn sau một chương mà cô bị làm nhục công khai bởi Nàng Aoi, Rokujo tức giận khi thấy Aoi đang mang thai. Genji bắt đầu bỏ bê Rokujo, và trong cơn ghen tuông mù quáng, linh hồn người sống của cô rời bỏ thể xác và ám ảnh Nàng Aoi, khiến cho Aoi phải chết.
Diễn tiến của vở kịch tập trung vào một miko (nữ pháp sư) và một thầy tu đã trừ tà để đuổi linh hồn Nàng Rokujo ra khỏi cơ thể Nàng Aoi. Aoi không hề xuất hiện trên sân khấu - thay vào đó, một bộ kimono trống không đại diện cho cô.
Trong lịch sử, các vai diễn kịch Nō được đóng bởi nam giới, diễn viên nữ đầu tiên đóng vai chính trong Aoi no Ue chính là Uzawa Hisa.

## Phân tích
Victor Turner, trong The Anthropology of Performance, đã viết về mối quan hệ giữa Truyện kể Genji và Aoi no Ue, gọi chúng là những hình thức siêu biểu diễn (metaperformance) khác nhau và thảo luận về sự khác biệt giữa câu chuyện trong một cuốn tiểu thuyết và trong một rạp hát.

## Trình diễn tại Việt Nam
Ngày 11 và 12 tháng 11 năm 2017, trong việc giới thiệu về văn hoá kịch Nō với khán giả Việt Nam, Nhà hát Tuồng Việt Nam, Nhà hát Tuổi trẻ và đoàn kịch Kin no Tokage (金の蜥蜴 Thằn Lằn Vàng) - một đoàn kịch Nhật Bản với 13 năm thành lập và phát triển - đã tổ chức hai buổi biểu diễn vở Aoi no Ue, cùng với đó là một trích đoạn trong vở tuồng Sơn Hậu. Đây là một phiên bản cải biên hiện đại với sự kết hợp giữa các thành phần trong dàn nhạc hayashi (bao gồm nghệ thuật hát, trống vai kotsuzumi và sáo nohkan) với âm nhạc đến từ đàn kugo (một dạng đàn hạc của Nhật) và không có các dạng mặt nạ như trong kịch Nō chính thống.